# 티에스주

티에스주

티에스주(프랑스어: Région de Thiès)는 세네갈 서부에 위치한 주로, 주도는 티에스이며 면적은 6,601km2, 인구는 1,709,112명(2013년 기준)이다. 3개의 하위 행정 구역(음부르, 티에스, 티바운)을 관할한다.